# Heupkom

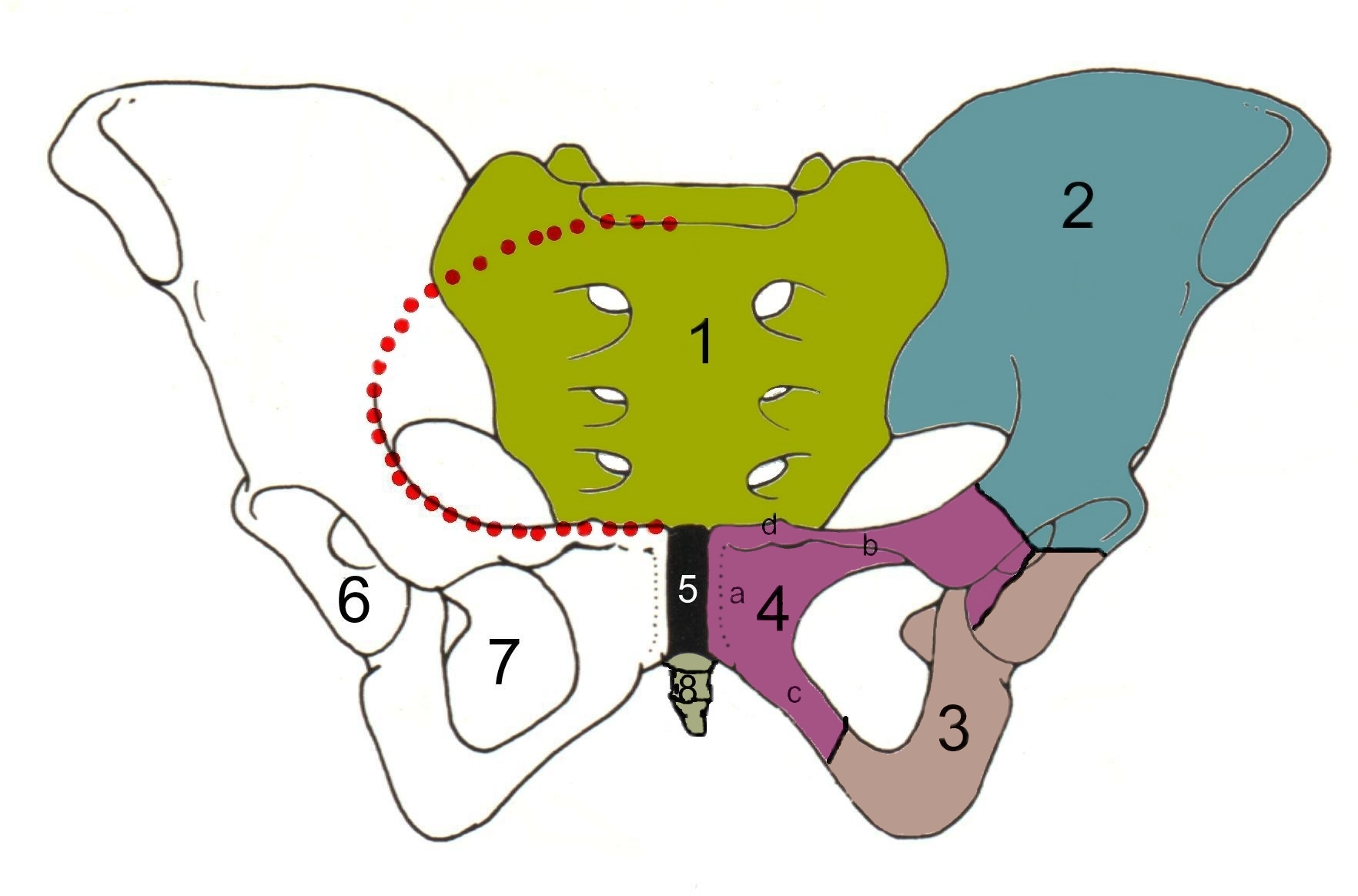
Skelet van het bekken, vooraanzicht
1 = heiligbeen
2 = darmbeen
3 = zitbeen
4 = schaambeen
4a = corpus, 4b = ramus superior richting hoofd, 4c = ramus inferior aan staartzijde, 4d = tuberculum pubicum
5 = schaambeenvoeg
6 = heupkom
7 = foramen obturatum
8 = stuit
rode stippellijn = linea terminalis

De heupkom of acetabulum ossis ilium, kort acetabulum, is de komvormige gewrichtsholte aan de zijkant van het heupbeen, waarin normaal de kop van het dijbeen ronddraait. Het is de kom van het heupgewricht. Het zitbeen, darmbeen en schaambeen vormen samen het heupbeen en de heupkom. De vorm van de heupkom wordt erdoor bepaald, dat het heupgewricht een kogelgewricht is.
De kop van het dijbeen kan bij ziekten als artrose niet vrij in de heupkom bewegen doordat het kraakbeen is verdwenen en er misvormingen zijn opgetreden. Dit veroorzaakt pijn en bemoeilijkt het lopen. Bij heupvervangende operaties wordt de heupkom, de heupkop, of allebei vervangen. Men spreekt in het laatste geval van een totale heup.
De naam acetabulum is afgeleid van het Latijnse acetum voor azijn en bulla, vat, omdat de kom in vorm zou lijken op een klein azijnvaatje zoals de Romeinen gebruikten.

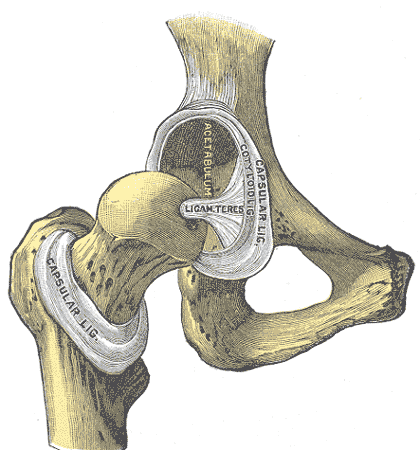
afbeelding van de heupkom uit de 19e eeuw